# Krucjata balonowa
Krucjata balonowa, wojna balonowa (ang. Radio Free Europe Balloon Crusade) – akcja Radia Wolna Europa, polegająca na wysyłaniu balonów z ulotkami, zawierającymi teksty Józefa Światły, przeprowadzona w roku 1954.
Podobna akcja została przeprowadzona w roku 1982.
Akcja wysyłania balonów z ulotkami przypomniana jest m.in. na ekspozycji poświęconej Radiu Wolna Europa we wrocławskim Muzeum „Pana Tadeusza”.